# مقاطعة أفجوي
مقاطعة أفجوي هي مقاطعة تقع في جنوب شرق محافظة شبيلي السفلى في الصومال، عاصمتها مدينة أفجوي.

## روابط خارجية
- مقاطعات الصومال
- الخريطة الإدارية لمقاطعة أفجوي